# Alena (Aztekoraphidia) schremmeri
Alena (Aztekoraphidia) schremmeri is een kameelhalsvliegensoort uit de familie van de Raphidiidae. De soort komt voor in Mexico.
Alena (Aztekoraphidia) schremmeri werd voor het eerst wetenschappelijk beschreven door U. Aspöck et al. in 1994.